# Hydropionea
Hydropionea é um gênero de mariposa pertencente à família Crambidae.